# Рославлев, Михаил Иванович
Михаил Иванович Рославлев (1 [13] мая 1822, Выборг — 6 [18] августа 1887) — генерал-лейтенант русской армии, участник Кавказской, Крымской и Русско-турецкой (1877—1878) войн. Эриванский военный губернатор. Член научного общества Кавказского отдела Императорского Русского общества акклиматизации животных и растений.

## Биография
Из потомственных дворян, сын подполковника Ивана Васильевича Рославлева (1793 — после 1840), участника Отечественной войны 1812 года. Православного вероисповедания. Получил домашнее воспитание.
1 сентября 1839 года унтер-офицером поступил в службу в егерский фельдмаршала князя Кутузова-Смоленского полк. По утверждении в дворянском происхождении приказом по полку от 1 октября того же года переименован в юнкера со дня поступления на службу. 15 июля 1844 года за выслугу лет произведён в первый офицерский чин прапорщика с переводом в Черноморский линейный № 10 батальон. С 8 января 1846 по 29 августа 1847 года состоял в должности батальонного казначея. 22 марта 1848 года был произведён на вакансию подпоручика.
26 апреля 1848 года, ввиду скопления близ форта Навагинского горцев, со взводом гренадерской роты из форта Бамбора был командирован туда на усиление. Находился в Навагинском со 2 мая по 20 июля. Во время своего пребывания там 26 мая участвовал в отражении нападения убыхов на передовую цепь, высланную из форта для прикрытия минёрной команды, для установки гальванических мин. Во время того боестолкновения был ранен ружейной пулей в левое плечо (руку) на вылет с раздроблением кости. С 26 мая по 20 июля находился на излечении в лазарете форта. 20 (или 22) мая 1849 года был назначен состоять по особым поручениям при владетеле Абхазии генерал-адъютанте князе М. Г. Шервашидзе. Состоял на той должности по 1 ноября 1853 года.
26 января 1850 года был произведён в поручики, а 30 января 1853 — в штабс-капитаны. 1 ноября того же года приказом главнокомандующего Отдельным Кавказским корпусом генерала от инфантерии князя М. С. Воронцова был назначен состоять при Кутаисском военном губернаторе генерал-майоре князе А. И. Гагарине, а 22 декабря назначен командующим сводной учебной ротой, учреждённой при 3-м отделении Черноморской береговой линии. Состоял в той должности до 8 апреля 1854 года, а 10 апреля был назначен командиром роты в Черноморском № 10 батальоне. С 12 мая по 17 ноября состоял в штабе войск старшим адъютантом при командующем Ахалцыхским и Гурийским отрядами генерал-лейтенанте князе И. М. Андроникове, выступившем для усмирения народных волнений в Ахалцыхе и мятежа в Южной Осетии. Сама экспедиция окончилась «бескровно». С 1 декабря вновь — командир роты.
Во время Крымской войны воевал на Кавказском театре военных действий. С 27 марта по 11 июня 1854 года находился в Гурийском отряде под начальством генерал-майора князя И. К. Багратиона-Мухранского. Особо отличился в сражении на реке Чолок 4 июня, за что приказом от 16 июня 1855 года был произведён в капитаны. До 1 декабря того же года занимал должность старшего адъютанта, а 4 февраля 1856 года прибыл в лейб-гренадерский Эриванский Его Величества полк, в который был переведён высочайшим приказом ещё от 11 апреля 1855 года. 30 августа 1856 года был назначен командиром роты, а 10 сентября утверждён в той должности.
С 4 октября 1856 по 1 апреля 1857 года исполнял должность младшего штаб-офицера в 1-м батальоне, а 10 апреля (или 23 мая) был прикомандирован к бывшему штабу Кавказской гренадерской дивизии (в дальнейшем переименован в штаб войск Лезгинской кордонной линии) для исполнения должности старшего адъютанта. В 1857 году в составе Лезгинского отряда под начальством генерал-лейтенанта барона И. А. Вревского участвовал в, так называемой, Лезгинской экспедиции с 10 апреля по 1 декабря против Дидойского общества на юго-западе Дагестана. В 1858 году в экспедиции с 23 августа по 1 сентября ходил в составе того же отряда и в том же направлении. Особо отличился 29 августа когда во главе авангарда экспедиционного отряда контратаковал горцев и в рукопашной схватке нанёс им поражение обратив неприятеля в бегство. 20 ноября 1858 года был утверждён старшим адъютантом штаба войск Лезгинской кордонной линии, а 25 марта 1859 года «за отличие в делах против горцев» был произведён в майоры, с оставлением в занимаемой должности и зачислением по армейской пехоте. В том же году участвовал кампании против горцев в составе того же Лезгинского отряда. С 27 ноября — дежурный штаб-офицер штаба войск Лезгинской кордонной линии.
По упразднении штаба войск Лезгинской кордонной линии, приказом от 25 мая 1860 года был назначен исполняющим должность Тифлисского плац-майора (помощник коменданта), вступил в неё 23 июня, а 26 сентября был утверждён в той должности. 6 июня 1861 года произведён в подполковники, а 19 февраля 1863 года ― в полковники. С 6 октября 1863 года — исполняющий должность Тифлисского старшего полицмейстера, а 11 января 1864 утверждён в той должности. За деятельность и распорядительность по поиску похищенных из квартиры действительного статского советника некоего графа вещей и денег, в приказе по управлению наместника Кавказского от 18 июля 1866 года Рославлеву была объявлена особая признательность Его Высочества великого князя Михаила Николаевича.
23 апреля 1869 года был назначен Тифлисским вице-губернатором, с оставлением в военном чине и по армейской пехоте. 30 октября 1871 года на основании манифеста произведён в генерал-майоры. 30 июня 1873 года Рославлев был назначен губернатором Эриванской губернии. В начале июня 1877 года, во время Русско-турецкой войны 1877―1878 годов, был назначен командующим всеми войсками Эриванской губернии. 11 марта 1880 года с поста губернатора был произведён в генерал-лейтенанты с увольнением от службы с мундиром.
Умер 6 августа 1887 года.

## Чинопроизводство
- Унтер-офицер (01.09.1839) — вступил в службу
- Юнкер (01.10.1839, старшинство в чине от 01.09.1839)
- Прапорщик (15.07.1844)
- Подпоручик (22.03.1848)
- Поручик (26.01.1850)
- Штабс-капитан (30.01.1853)
- Капитан (16.06.1855, ст. 04.06.1854) — награждён.
- Майор (25.03.1859, ст. 29.08.1858[14]) — награждён.
- Подполковник (06.06.1861) — за отличие.
- Полковник (19.02.1863) — за отличие.
- Генерал-майор (30.10.1871, ст. 26.11.1871)
- Генерал-лейтенант (11.03.1880) — с увольнением от службы.

## Награды
- Орден Святой Анны 3-й степени с бантом (21.12.1848) — За отличие в перестрелке с горцами 26 мая 1848 г.
- Орден Святого Станислава 3-й степени с мечами (19.10.1857) — За отличие и понесённые труды в прошлую войну 1853, 1854, 1855 гг.
- Орден Святого Станислава 2-й степени с мечами (09.06.1858) — За отличную храбрость в делах 2-го периода экспедиции в Дидо, примерное усердие и понесённые во время экспедиции труды[15].
- Императорская корона к ордену Св. Станислава 2-й степени (28.02.1860) — За отличие в делах против горцев.
- Орден Святой Анны 2-й степени с мечами (12.02.1866) — За отлично-усердную службу.
- Императорская корона к ордену Св. Анны (30.08.1868) — За отличную и усердную службу.
- Орден Святого Владимира 4-й степени с бантом «25 лет» (22.09.1869)
- Орден Святого Владимира 3-й степени (25.12.1869) — За отлично-усердную службу.
- Высочайшее благоволение (1870) — За замеченный Государем Императором во время пребывания своего в г. Тифлисе отличный порядок, чистоту и благоустройство.
- Знак отличия «В память успешного введения в действие положения о крестьянах, вышедших из крепостной зависимости. 17 апреля 1863» (1871) — За труды по введению в действие законоположения об освобождении помещичьих крестьян из крепостной зависимости в Тифлисской губернии.
- Орден Святого Станислава 1-й степени (30.08.1874) — За отлично-усердную службу.
- Орден Святой Анны 1-й степени с мечами (1877)
- Орден Святого Владимира 2-й степени (1878)

Медали
- Бронзовая медаль «В память войны 1853—1856» на Георгиевской ленте
- Серебряная медаль «За покорение Чечни и Дагестана» 1857—1859
- Крест «За службу на Кавказе» (1864)

Иностранные:
- орден Льва и Солнца 2-й степени со звездой (Персия; 1869, разрешено принять и носить 21.10.1870)
- орден Льва и Солнца 1-й степени (Персия; 1876)